# Király-papagájamandina
A király-papagájamandina (Erythrura regia) a madarak osztályának a verébalakúak (Passeriformes) rendjébe, ezen belül a díszpintyfélék (Estrildidae) családjába tartozó faj.

## Rendszerezése
A fajt Philip Lutley Sclater angol ügyvéd és zoológus írta le 1848-ban, az Erythrospiza nembe Erythrospiza regia néven.

## Alfajai
- Erythrura regia efatensis Mayr, 1931
- Erythrura regia regia (P. L. Sclater, 1881)
- Erythrura regia serena (P. L. Sclater, 1881)[2]

## Előfordulása
Vanuatu területén honos.

## Természetvédelmi helyzete
Az elterjedési területe kicsi.